# Második Eidesgaard-kormány

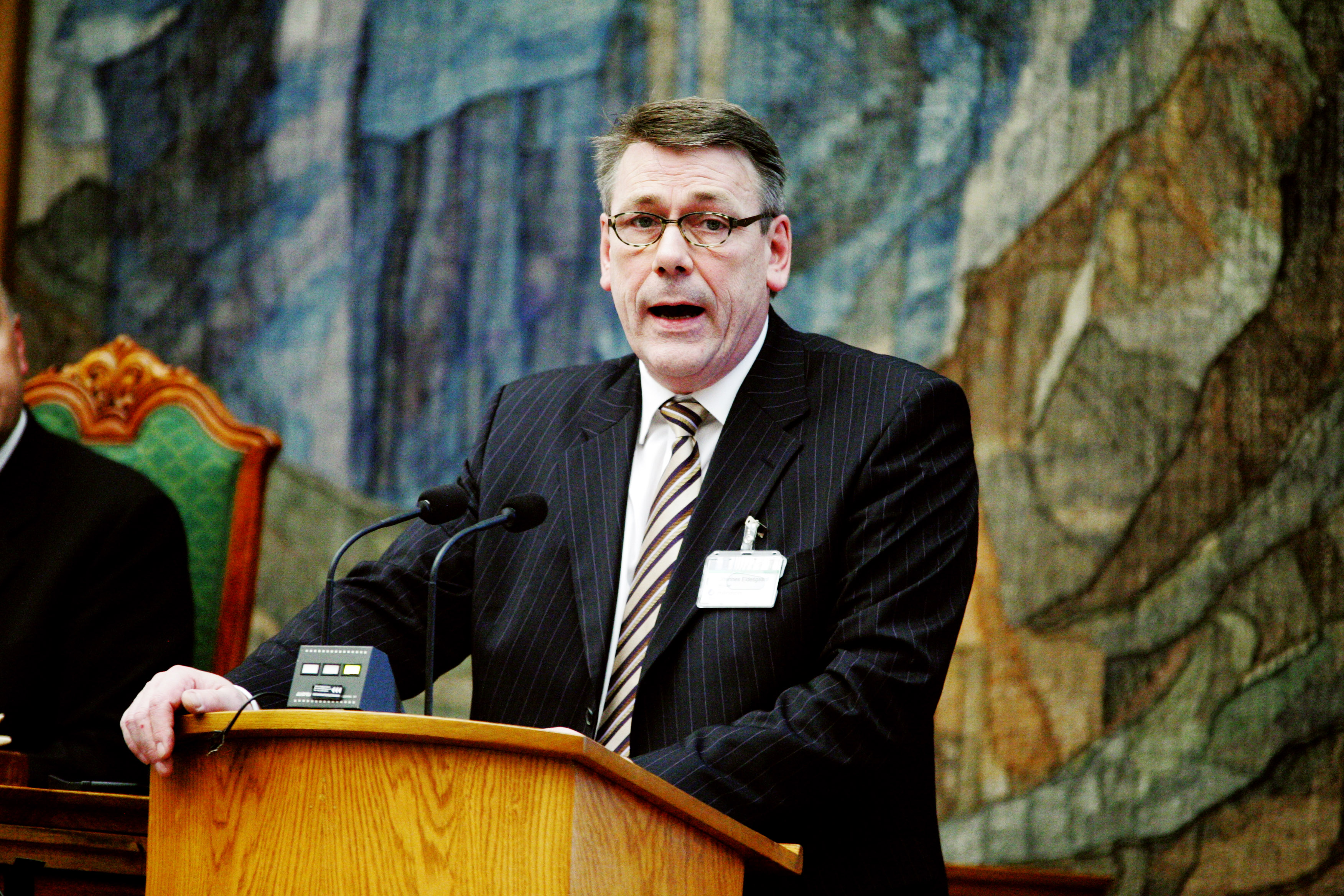
Jóannes Eidesgaard (2016)

A második Eidesgaard-kormány Feröer kormánya volt 2008. február 4. és szeptember 26. között. A miniszterelnököt (Jóannes Eidesgaard) adó Javnaðarflokkurin, a Tjóðveldi és a Miðflokkurin koalíciója támogatta. Politikai szempontból kevésbé volt sokszínű, mint néhány korábbi kabinet: egyértelműen baloldali és függetlenségpárti politikát folytatott. A belső viták miatt azonban a Tjóðveldi szeptember 15-én kilépett a koalícióból, és ezzel kormányválságot okozott, így új kormányt kellett alakítani Kaj Leo Johannesen vezetésével.

## Fordítás
- Ez a szócikk részben vagy egészben a Jóannes Eidesgaards andre regjering című norvég Wikipédia-szócikk ezen változatának fordításán alapul.  Az eredeti cikk szerkesztőit annak laptörténete sorolja fel. Ez a jelzés csupán a megfogalmazás eredetét és a szerzői jogokat jelzi, nem szolgál a cikkben szereplő információk forrásmegjelöléseként.

## Külső hivatkozások
- Feröer kormányai 1948 óta, Feröeri kormány (feröeri)

| Elődje: Első Eidesgaard-kormány | Második Eidesgaard-kormány 2008 | Utódja: Első Johannesen-kormány |